# Хемидие
Хемидие (перс. حميديه‎) — город на юго-западе Ирана, в остане Хузестан. Входит в состав шахрестана Ахваз.
На 2006 год население составляло 21 977 человек.
Альтернативные названия: Хамадия (Hamidiya), Аллах (Allāh), Иллах (Illah).

## География
Город находится на западе Хузестана, в центральной части Хузестанской равнины, на высоте 37 метров над уровнем моря.
Хемидие расположен на расстоянии приблизительно 25 километров к северо-западу  от Ахваза, административного центра остана и на расстоянии 540 километров к юго-западу от Тегерана, столицы страны.